# شهرستان بوفالو (داکوتای جنوبی)
شهرستان بوفالو، داکوتای جنوبی (به انگلیسی: Buffalo County, South Dakota) یک سکونتگاه مسکونی در ایالات متحده آمریکا است که در داکوتای جنوبی واقع شده‌است.

## خصوصیات
شهرستان بوفالو ۱٬۲۶۲ کیلومترمربع مساحت دارد.